# Cladosporium typhae
Cladosporium typhae är en svampart som beskrevs av Schwein. 1832. Cladosporium typhae ingår i släktet Cladosporium och familjen Davidiellaceae.   Inga underarter finns listade i Catalogue of Life.